# Soacră
Soacra este un grad de rudenie prin alianță. O soacră este mama unuia dintre soți, în raport cu celălalt soț al unei persoane. Două femei soacre care sunt și înrudite una cu cealaltă pot fi numite cuscre.
În comedie și în cultura populară, soacra este stereotipată ca având atitudine de șefă, fiind neprietenoasă, ostilă, băgăcioasă, arogantă și în general neplăcută. Ele sunt adesea descrise ca fiind nenorocirea soțului căsătorit cu fiica soacrei. O glumă despre soacră este o glumă care lămurește personajul detestabil al soacrei.

## Etimologie
Cuvântul provine din latinul socra.

## În lume
În Brazilia, cântărețul Dicró (1946-2012), cunoscut pentru muzica umoristică, a devenit celebru pentru că a realizat cântece în care spune glume despre propria soacră, glume care tind să fie foarte populare printre comedianții din acea țară. Tot în Brazilia, scriitorul Andrey do Amaral a publicat bestsellerul Como Enlouquecer Sua Sogra, cu mai multe reeditări. Ziua Soacrei este sărbătorită pe 28 aprilie.
Unele limbi aborigene australiene folosesc discursul evaziv sau tabu, așa-numita „limbă a soacrei”, dialecte special folosite atunci când se află la o distanță apropiată de rudele respective, cel mai frecvent de soacră.
Ziua Soacrei este o sărbătoare anuală celebrată în Polonia pe 5 martie.
Sărbătoarea a fost stabilită în anii 1980. Ziua soacrei a fost sărbătorită pentru prima dată în Franța. A fost creată ca o expresie a respectului și a recunoștinței unei nore sau a unui ginere față de mama soțului sau a soției pentru prezența, interesul și ajutorul ei în creșterea copiilor, întreținerea gospodăriei comune, soluționarea problemelor etc.
Inițial, sărbătoarea a avut un caracter mediatic, dar acum este tratată din ce în ce mai mult în Europa ca o sărbătoare importantă a familiei (Ziua Soacrei).
În Statele Unite ale Americii, Ziua Soacrei este sărbătorită în a patra duminică a lunii octombrie începând din anul 2002, alături de Ziua Națională a Bunicilor. Această zi a fost probabil inițiată de companiile care vindeau felicitări sau de florării.